# ان‌جی‌سی ۴۱۹
ان‌جی‌سی ۴۱۹ (انگلیسی: NGC 419) یک خوشه کروی است که در صورت فلکی توکان قرار دارد و در ۲ سپتامبر ۱۸۲۶ میلادی توسط جیمز دانلوپ کشف شد.